# Espen Møkkelgjerd
Espen Møkkelgjerd (født 16. oktober 1979) er en norsk frisbeeudøver. Han har blandt andet vundet flere norske mesterskaber i frisbeegolf.

## Titler
- Flere norske mesterskaber
- Europamester (2003)
- 35. plads i USDGC.